# Musculus pubococcygeus

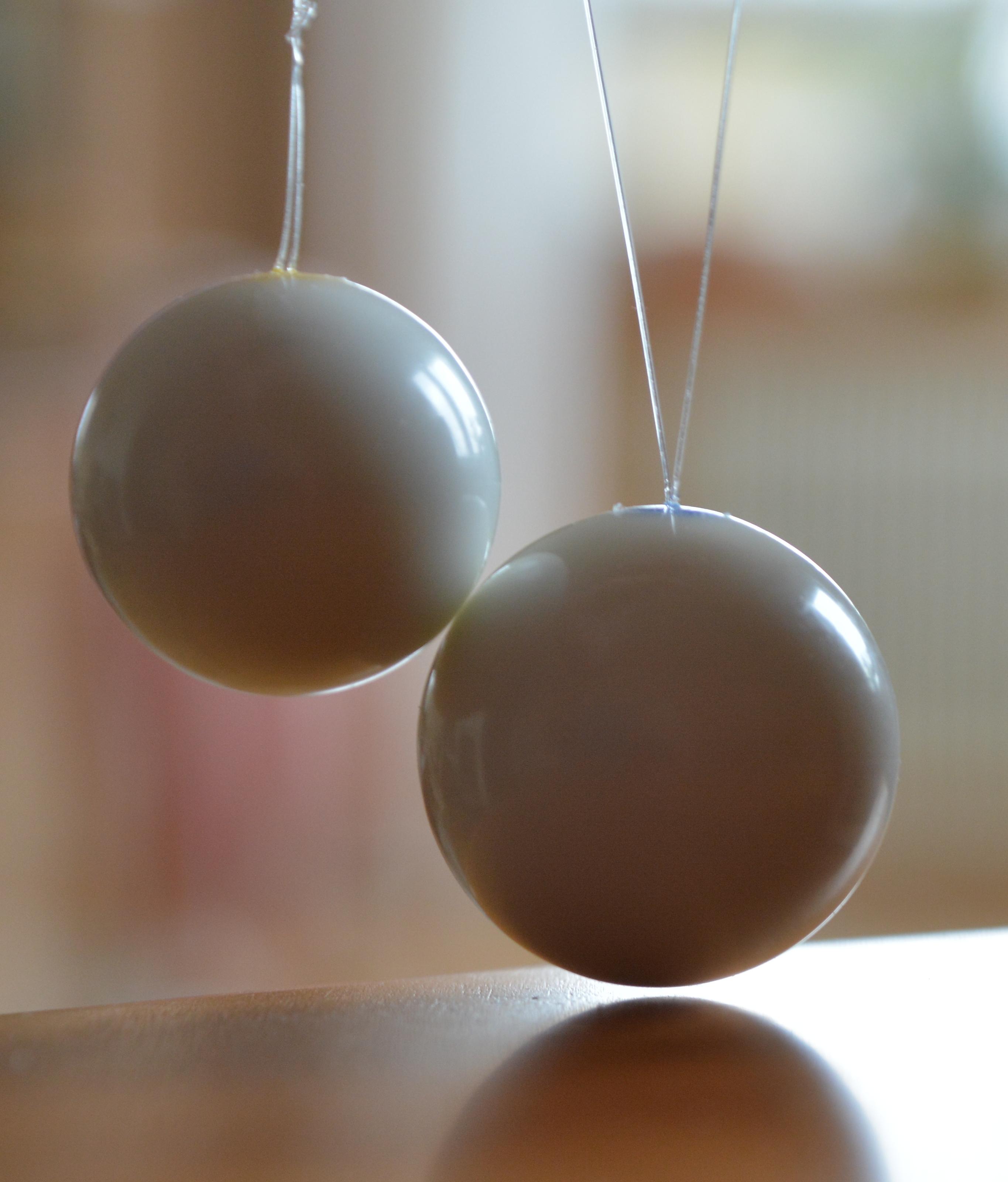
Knipkulor, träningsredskap för kvinnors musculus pubococcygeus

Musculus pubococcygeus, eller PC-muskeln, är en muskel som sträcker sig från blygdbenet till svansbenet och är en del av musculus levator ani i bäckenbotten.
Musculus pubococcygeus omger ändtarmen och urinröret vid urinblåsan, samt hos kvinnor också slidan .
Muskeln kontrollerar flödet av urin från urinblåsan. Den drar också ihop sig under orgasm och har en funktion i samband med mannens ejakulation, kvinnans barnafödsel och är en del av muskulaturen för att stabilisera bäckenbotten. En vältränad musculus pubococcygeus anses ha betydelse för att avhjälpa urininkontinens och för att stimulera sexuell samvaro vid vaginala samlag.